# Lekarz (obraz Christophera R.W. Nevinsona)
Lekarz (ang. The Doctor) – obraz olejny namalowany przez brytyjskiego artystę Christophera R.W. Nevinsona w 1916, znajdujący się w zbiorach Imperial War Museum w Londynie.

## Opis
Scena przedstawiona przez Nevinsona dzieje się na froncie zachodnim I wojny światowej w miejscu zbiorczym dla rannych niedaleko Dunkierki. Lekarze zajmują się leczeniem rannych francuskich żołnierzy w budynku ze słomą na podłodze. Na pierwszym planie widzimy cierpiącego żołnierza, rozebranego do pasa, który siedzi na noszach, a lekarz sprawdza luźno zabandażowaną ranę na jego głowie. Obok niego leży ciało na noszach z twarzą owiniętą bandażami. Na drugim planie po lewej widzimy żołnierza ze spuszczonymi spodniami podpierającego się lewą ręką, któremu lekarz sprawdza ranę na prawym boku. Obok nich stoją francuscy żołnierze z rękami na temblakach.
Christopher R.W. Nevinson podczas I wojny światowej był m.in. wolontariuszem Czerwonego Krzyża zajmującym się rannymi i umierającymi żołnierzami. Obraz Lekarz w bardzo realistyczny i przejmujący sposób przedstawia los rannych i pracę lekarzy podczas „wielkiej wojny”.